# بوبا والاس
داریل بوبا والاس جونیور (متولد ۸ اکتبر ۱۹۹۳) راننده اتومبیلرانی حرفه ای آمریکایی است. او تمام وقت در سری مسابقات NASCAR رقابت می‌کند. او همچنین در سری Xfinity، از ۲۰۱۵ تا اواسط سال ۲۰۱۷ با رانندگی شماره ۶ فورد موستانگ در مسابقات شرکت کرد. از والاس به عنوان یکی از موفق‌ترین رانندگان آمریکایی آفریقایی در تاریخ ناسکار ذکر شده‌است.

## اوایل زندگی
والاس در موبیل، آلاباما متولد شد و در شهر کنکورد، کارولینای شمالی، بزرگ شد، و در همان شهر تحصیلات دبیرستانش را گذراند.
والاس پسر دارل والاس سرور و دزیوری والاس است. پدر وی صاحب شرکت تمیز کاری صنعتی است و مادرش یک مددکار اجتماعی است که در دانشگاه تنسی مشغول به کار بود.